# Hippus
Mit Hippus (lateinisch; von griechisch hippos „Pferd“) wird in der Augenheilkunde eine seltene, teils ausgeprägte Unruhe der Pupille bezeichnet, die sich in einer rhythmischen Erweiterung oder Verengung äußert. Diese kann sowohl physiologisch als auch krankhaft bedingt sein. Die Ursachen sind bislang nicht bekannt. Obgleich die Symptomatik in der Antike auch als „Augenzittern“ bezeichnet wurde, darf sie nicht mit dem Krankheitsbild des Nystagmus verwechselt werden.
Prinzipiell treten die Verengungen oder Erweiterungen an beiden Augen gleichzeitig, sehr plötzlich und ausgeprägt auf, unabhängig von Lichtverhältnissen oder normalen Pupillenreaktionen wie bspw. der Konvergenzmiosis. Sie können dabei mit verschiedenen Krankheitsbildern einhergehen, wie Multiple Sklerose, Meningitis, Myasthenia gravis oder bei epileptischen Anfällen.
Von einem Hippus wird die springende Pupille unterschieden, deren Symptomatik der eines Hippus zwar sehr ähnlich ist, als signifikantes Zeichen jedoch einen schnellen Wechsel der Pupillendifferenz zwischen dem rechten und linken Auge und dabei häufig eine leichte Mydriasis aufweist. Manchmal besteht das Phänomen auch nur einseitig. In diesen Fällen wird als überwiegende Ursache ein kurzer Krampfzustand des Musculus sphincter pupillae als Ausdruck einer angeborenen Lähmung des Nervus oculomotorius (Okulomotoriusparese) angenommen, der periodisch und sogar im Schlaf auftritt.